# Francisco Sagasti
Francisco Rafael Sagasti Hochhausler (Lima, 10 ottobre 1944) è un politico e ingegnere peruviano, che ha ricoperto la carica di Presidente del Perù dal 17 novembre 2020 al 28 luglio 2021.
È membro fondatore del Partido Morado (Partito Viola), nato nel 2016.

## Biografia
Francisco Sagasti è nato a Lima, in Perù. Figlio di Francisco Sagasti Miller e Elsa Hochhäusler Reinisch. È il nipote dell'eroe nazionale Francisco Sagasti Saldaña, vincitore della battaglia di Tarapacá. La madre è nata a Vienna, in Austria, nel 1922, ed è poi emigrata con i suoi genitori prima in Cile e quindi in Perù, dove ha lavorato come un giornalista del quotidiano di Lima El Comercio e La Prensa, tra il 1950 e il 1970. 

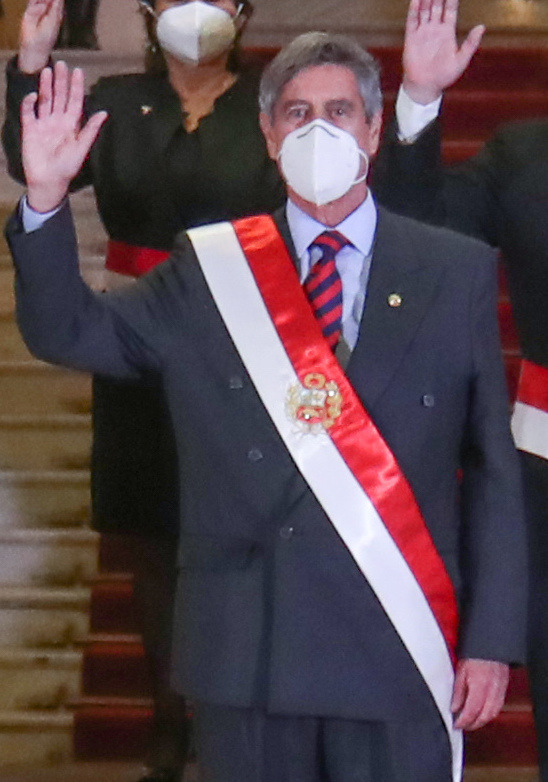
Sagasti, con la fascia presidenziale, durante il giuramento come Presidente della Repubblica

È entrato alla National University of Engineering (UNI), dove ha studiato ingegneria industriale e ha conseguito la laurea in ingegneria nel 1966. Ha conseguito anche un master in ingegneria industriale presso la Pennsylvania State University e il dottorato in ricerca operativa e sistemi di scienze sociali presso la Wharton School of business presso l'Università della Pennsylvania.

### Attività accademica
Negli anni '70 è stato consulente e consigliere in varie organizzazioni internazionali, come la Commissione economica per l'America Latina (ECLAC), il Programma di sviluppo delle Nazioni Unite (UNDP), il Sistema economico latino-americano (SELA), il dipartimento degli affari scientifici dell'Organizzazione degli Stati americani (OAS), il Consiglio per l'accordo di Cartagena.
In Perù è stato professore all'Universidad del Pacífico e all'Universidad Católica de Lima. All'estero è stato professore in visita presso l'Instituto de Empresa di Madrid, presso la Silberberg Chair, presso la Wharton School of Business presso dell'Università della Pennsylvania e presso l'Università per la Pace in Costa Rica. È stato anche ricercatore associato presso l'Institute for Development Studies dell'Università del Sussex.
Tra il 1972 e il 1977 ha ricoperto la carica di Vice Presidente del Consiglio dell'Istituto per la ricerca tecnologica, industriale e tecnica del Perù (ITINTEC). Durante il governo rivoluzionario delle forze armate del generale Juan Velasco Alvarado, è stato consigliere del ministro dell'Industria, il contrammiraglio AP Alberto Jiménez de Lucio. Durante questo periodo, ha contribuito a problemi di industrializzazione e tecnologia. È stato anche consulente del Consiglio Nazionale delle Ricerche.
Nel 1979 ha collaborato con il Segretario Generale della Conferenza delle Nazioni Unite su scienza e tecnologia per lo sviluppo, e ha partecipato alla conferenza come membro della delegazione peruviana e come negoziatore nel Gruppo dei 77. Dal 1978 al 1980 è stato consigliere del vicepresidente del Centro internazionale di ricerca per lo sviluppo del Canada a Bogotá e tra il 1985 e il 1987, durante il primo mandato di Alan García, è stato consigliere del ministro degli Affari esteri, Allan Wagner Tizón. È stato anche membro del Consiglio consultivo dell'Istituto nazionale di pianificazione.

### Alla Banca Mondiale
Negli anni '80 ha fondato il centro di ricerca privato Grupo de Analisis para el Desarrollo (GRADE) in Perù  ed è stato docente in diversi centri di studio, sia nazionali che internazionali. Dal 1988 al 1989 è stato presidente del Comitato consultivo per la scienza e la tecnologia per lo sviluppo delle Nazioni Unite, un membro del Comitato dal 1984 e vice presidente nel 1986 e nel 1987. Dal 1987 al 1990 è stato a capo della divisione pianificazione strategica della Banca mondiale. Dal 1990 al 1992 è stato consulente senior dei dipartimenti di valutazione delle politiche e relazioni esterne presso la Banca mondiale e membro della missione speciale per le organizzazioni di sviluppo della Commissione Carnegie per la scienza, la tecnologia e il governo.
A metà degli anni '90, Sagasti, in qualità di funzionario della Banca Mondiale, ha partecipato alla progettazione del piano di reintegrazione del Perù nel Sistema Finanziario Internazionale insieme ad Alfred Watkins. Questo piano è stato eseguito dal governo di Alberto Fujimori ed è iniziato con il cosiddetto shock economico attuato dal ministro Juan Carlos Hurtado Miller.
Nel 1999 ha fondato il Partito per la socialdemocrazia (PDS) - Compromiso Perú, insieme a Susana Villarán, Gustavo Guerra García e Jaime Quijandría Salmon.
Dal 2007 al 2009 è stato presidente del Consiglio di amministrazione del Programma Scienza e Tecnologia (FINCyT) nella Presidenza del Consiglio dei Ministri sotto le amministrazioni di Jorge del Castillo e Yehude Simon Munaro. È stato riconfermato alla carica tra dicembre 2011 e marzo 2013 sotto la guida di Óscar Valdés Dancuart e Juan Jiménez Mayor. Dal 2009 al 2014 è stato investigatore principale di FORO Nacional / Internacional, un istituto dedicato alla promozione del dibattito e del consenso su questioni critiche per lo sviluppo nazionale e internazionale. Dall'agosto 2011 fa parte del Comitato per la Scienza, la Tecnologia e l'Innovazione della Municipalità Metropolitana di Lima, gruppo di lavoro al quale è stato nominato da Susana Villarán.

## Vita privata
Nel 1973 ha iniziato una relazione con la cilena Leonor Giusti, che ha sposato nel 1976. Sagasti ha adottato le 4 figlie di Leonor Giusti: Paulina, Pamela, Carolina e Leonor.
Nel 1993 ha sposato l'economista costaricana Silvia Charpentier Brenes, deputata del Partito di Liberazione Nazionale della Costa Rica e dalla quale ha avuto una figlia, Amanda. Si sono divisi nel 2005.

## Pubblicazioni
Sagasti ha pubblicato più di 25 libri, alcuni scritti in collaborazione con scienziati politici e ricercatori, che trattano di tecnologia, innovazione, democrazia e buon governo. Ha anche pubblicato un gran numero di articoli per riviste e giornali specializzati come Caretas, Perú 21, El Comercio e La República. È stato anche membro del comitato editoriale delle riviste Foresight, El Trimestre Económico, World Development e Technological Forecasting and Social Change.

### Libri pubblicati
- El reto del Perú en la perspectiva del tercer mundo (con Jorge Bravo Bresani e Augusto Salazar Bondy).[3]
- Tecnología, planificación y desarrollo autónomo.[4]
- Ciencia, tecnología y desarrollo latinoamericano.[5]
- La política científica y tecnológica en América Latina.[6]
- Imaginemos un Perú mejor[7]
- Democracia y Buen Gobierno (con Pepi Patrón, Nicolás Lynch y Max Hernández)
- Development Cooperation in a Fractured global Order (con Gonzalo Alcalde)
- A Foresight and Policy Study of the Multilateral Development Banks
- La banca multilateral de desarrollo en América Latina[8]
- Knowledge and Innovation for Development.[9]
- The Future of Development Financing: Challenges and Strategic Choices.
- Power, Purse and Numbers: A Diagnostic Study of the UN Budget and Finance Process and Structure (con Úrsula Casabonne e Fernando Prada).
- Ciencia, tecnología, innovación. Políticas para América Latina , Lima, Fondo de Cultura Económica, 2011[10]
- Un desafío persistente. Políticas de ciencia, tecnología e innovación en el Perú del siglo 21 (con Lucía Málaga Sabogal).[11]
- Una Búsqueda Incierta: Ciencia y Tecnología para el Desarrollo , México, Fondo de Cultura Económica, 1996. Editor (con J. Salomón e C. Sachs).[12]
- PERÚ: Agenda y Estrategia para el Siglo 21 , Lima, Editorial Apoyo, 2000. Coordinador de la publicación.[13]